# Ochradenus spartioides
Ochradenus spartioides är en resedaväxtart som först beskrevs av Oskar Schwartz, och fick sitt nu gällande namn av Abdallah. Ochradenus spartioides ingår i släktet Ochradenus och familjen resedaväxter. Inga underarter finns listade i Catalogue of Life.